# Sioux Falls Arena
La Sioux Falls Arena è un palazzetto polifunzionale in grado di ospitare 8000 posti a sedere, sebbene ne contenga 4800 durante le partite di hockey. La struttura si trova a Sioux Falls, nel Dakota del Sud.
In questo palazzo dello sport hanno sede, la squadra di pallacanestro Sioux Falls Skyforce, quella di arena football Sioux Falls Storm e i Sioux Falls Stampede, la locale squadra di hockey su ghiaccio.